# نيت بالمر
نيت بالمر (بالإنجليزية: Nate Palmer)‏ هو لاعب كرة قدم أمريكية أمريكي، ولد في 23 سبتمبر 1989 في شيكاغو في الولايات المتحدة.

## وصلات خارجية
- نيت بالمر على موقع إي إس بي إن.كوم (أن.أف.أل)3
- نيت بالمر على موقع مرجع كرة القدم المحترفة.كوم (الإنجليزية)